# 스가 요시히데
스가 요시히데(일본어: 菅 義偉, 1948년 12월 6일~)는 일본의 정치인이다. 자유민주당 소속의 중의원 의원(8선)이자 제99대 내각총리대신으로, 제26대 자유민주당 총재이며 제7대 총무대신과 제81·82·83대 내각관방장관을 역임했다.
지방의원인 요코하마 시의원(재선)을 지냈고, 1996년 중의원 선거에서 처음 당선되어 중앙 정치에 입문해 제1차 아베 신조 내각(2006~2007)에서 총무대신을 맡았으며, 제2차 아베 신조 내각(2012~2014)부터 제4차 아베 신조 내각(2017~2020)까지 내각관방장관을 맡았다.

## 생애

### 출생과 성장
1948년 12월 6일, 일본 아키타현 오가치군 아키노미야촌(현재의 유자와시)의 국도변에 위치한 딸기 농가에서 태어났다. 가족은 아버지, 어머니, 누나 2명, 본인, 남동생 1명으로써 총 6명이었다.
아버지인 스가 와사부로는 중일 전쟁 당시 일본 제국의 괴뢰국이었던 만주국으로 건너가 남만주철도주식회사(만철) 직원으로 일하다가, 1945년 8월 한반도와 인접한 지린성 퉁화시에서 일본의 항복을 접하고 곧장 귀국한 뒤 고향인 아키타현 오가치군 아키노미야촌에 딸기 농장을 차리고 농업에 종사했다. 이후 해당 지역만의 딸기 품종을 개발하여 상표화하는 데 성공했고, 이를 바탕으로 아키노미야 딸기생산조합의 조합장을 맡다가 지역 정계의 권유로 오가치정(町) 의회 의원을 역임했으며, 이후 다시 농업으로 복귀하여 유자와시의 딸기 생산·집하·출하를 담당했으며 2010년에 93세의 나이로 사망했다. 외가 쪽은 어머니와 외숙부, 이모 모두가 교사 출신이었으며, 스가의 누나 2명도 모두 고등학교 교사가 됐다.
스가는 오가치 정립(町立) 아키노미야 소학교(초등학교) (현재의 유자와 시립 오가치 소학교)를 졸업한 뒤, 오가치 정립(町立) 아키노미야 중학교 (현재의 유자와 시립 오가치 중학교)를 다녔다. 중학교 졸업 후에는 집에서 2시간 거리에 있는 아키타 현립(縣立) 유자와 고등학교에 진학했다. 거리가 멀어 통학이 불편했지만, 집에서 가장 가까운 고등학교가 이곳밖에 없었기에 어쩔 수 없이 다니게 되었다. 3학년 때는 대학 진학반에 들어갔다. 스가는 가족들로부터 이미 누나들이 진학한 홋카이도 교육대학에 진학할 것을 권유받았으나, 정작 스가 본인은 교대에 가고 싶어 하지 않았다. 스가는 "어머니와 외숙부, 이모가 교사였고 누나들까지 교대에 진학했다. 하지만 나만큼은 교사가 되고 싶지 않았다. 그래서 홋카이도 교대에 지원하지 않았다"고 밝히기도 했다. 아버지는 차선책으로 농업대학(농대) 진학을 권유했지만 스가는 이 역시 거절했고, 고등학교 졸업 후 무작정 도쿄로 상경했다. "도쿄에 가면 무엇이든 바뀌겠지"라는 생각을 가지고 상경한 스가는 이타바시구에 있는 골판지 공장 노동자로 일하며 생각과는 다른 현실의 어려움을 피부로 체험했다. 훗날 스가는 "막연한 꿈을 안고 도쿄로 왔지만 고향인 아키타현에 있을 때와 별반 다름이 없는 삶을 살았다"고 털어놓았다. 그렇게 2년 동안 공장일을 하다가 그만둔 뒤에는 쓰키지 시장에서 아르바이트를 하며 당시 도쿄의 주요 사립대학 중 가장 학비가 싸다고 알려져 있던 호세이 대학 법학부 정치학과에 진학하였다. 이후 1973년 대학을 졸업하고 '건전설비 주식회사(현재의 주식회사 케이네스)'에 입사했다.

### 지방 의원 시절
1975년, 스가는 정치인이 되기로 마음먹고 자신이 졸업한 호세이 대학의 취업과에 문의한 결과 우연히 대학 동문인 나카무라 우메키치 자민당 국회의원의 비서와 인연이 닿아 자민당에 입당한 뒤, 또다른 자민당 의원 중 한 명인 오코노기 히코사부로의 비서가 되었다. 이후 1983년 자신이 보좌하던 오코노기가 통상산업대신으로 입각하면서 '대신비서관'으로 격이 높아졌다.
이후 1987년 지방선거에서 가나가와현 요코하마 시의원으로 출마하여 당선되었으며, 이후 재선에 성공하여 8년간 재임했다. 요코하마시 출신으로 요코하마 시정에 큰 영향력을 행사하고 있던 오코노기 히코사부로가 1991년에 사망한 뒤에는 스가가 사실상 정치 신인이고 인지도도 낮았음에도 불구하고 본인이 비서관 시절 쌓은 행정·경제 관료 인맥을 살려 오코노기 생전의 요코하마 시정에 대한 영향력을 그대로 계승하여 다카히데 히데노부 요코하마 시장과 인사 문제를 직접 논의하는 등 사실상의 실세로 군림하여 '그림자 요코하마 시장'이라는 별명을 얻었다.

### 중앙 정치 입문
1995년 요코하마 시의원직에서 물러난 스가는 1년 뒤인 1996년 제41회 중의원 의원 총선거에 자민당 공천으로 가나가와현 제2구에 출마하여 당선되었다.
1998년에 치러진 자민당 총재 선거에서는 자신이 소속되어 있던 파벌인 헤이세이 연구회(다케시타파) 회장 오부치 게이조가 후보로 나섰지만, 스가는 오부치를 지지하지 않고 자신이 '정치 스승'으로 존경하고 있던 가지야마 세이로쿠를 지지하여 결국 파벌에서 탈퇴하게 되었으며 그 뒤로 광지회(고치카이)에 들어갔다.
이후 고이즈미 준이치로 내각 하에서는 국토교통대신 정무관, 자민당 총무 등을 맡았다.

### 총무 부(副)대신 시절
2005년 스가는 다케나카 헤이조 총무대신 아래의 총무 부(副)대신으로 취임하여 총무성 내부 통제의 임무를 맡으며 사실상 총무성의 인사권도 쥐게 되었다.

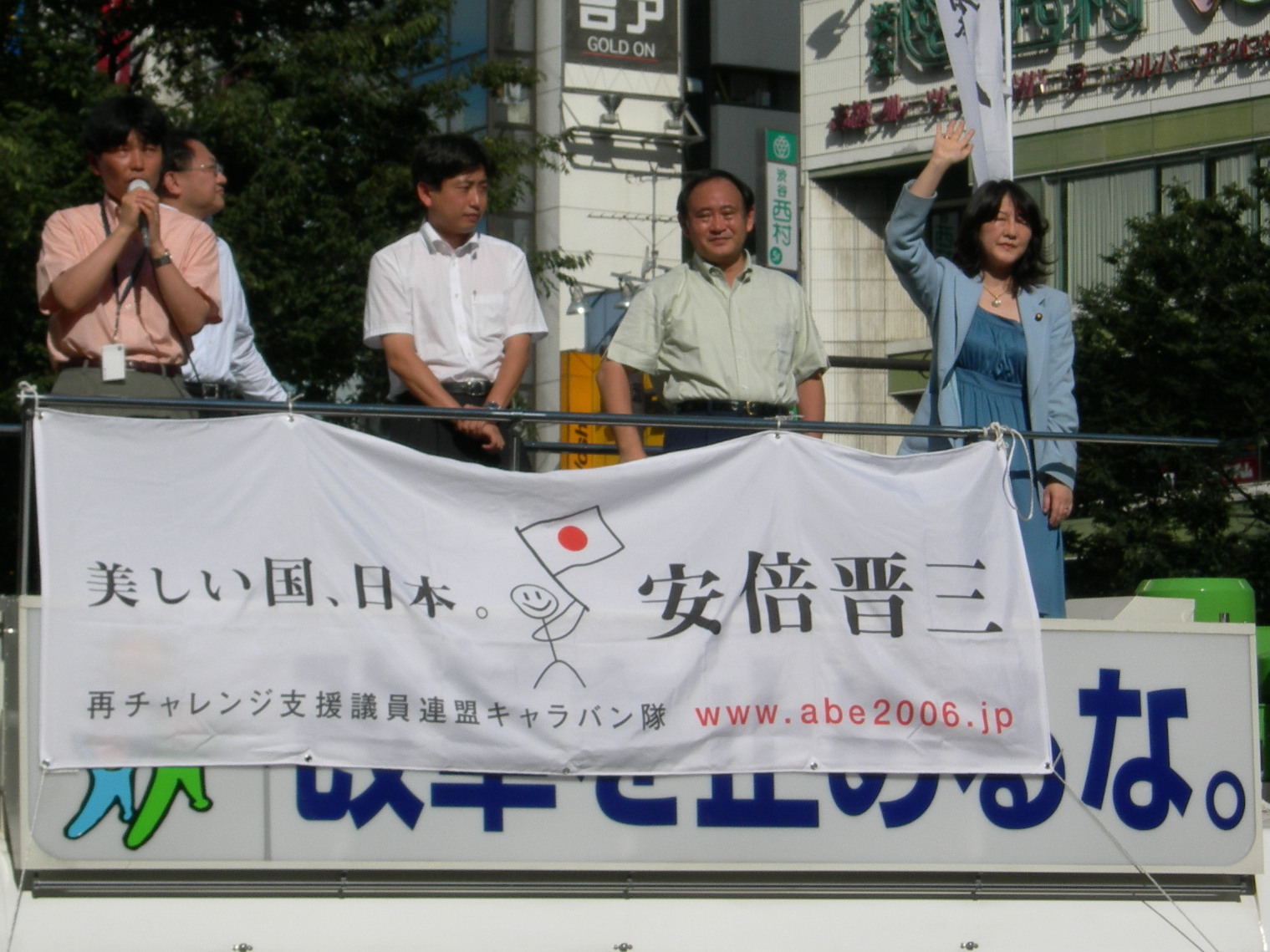
2006년 9월 19일, 도쿄도 시부야구에서 열린 자민당 총재 선거 지원 연설에서 야마모토 이치타 참의원 의원(왼쪽에서 첫 번째), 가타야마 사쓰키 중의원 의원(오른쪽에서 첫 번째) 등과 함께 아베 신조를 응원하는 모습

### 총무대신 시절

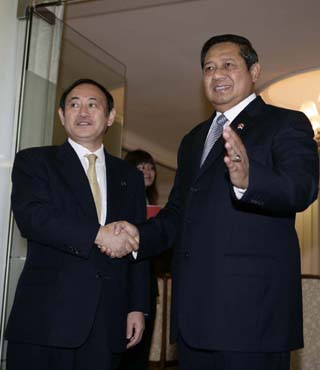
수실로 밤방 유도요노 인도네시아 대통령과 함께한 모습 (2007년 1월 11일)

2006년, 같은 의원연맹에 소속되었다는 인연으로 아베 신조 의원과 가까워진 스가는 2006년 자민당 총재 선거에서 아베 신조가 '포스트 고이즈미'로서 새 총재에 당선되어 총리직에 취임하면서 제1차 아베 신조 내각에서 총무대신으로 입각했다.
취임 한 달 뒤인 2006년 10월에는 방송령으로 정해진 NHK 월드 라디오 일본의 방송 사항에 '북한의 일본인 납치 문제'를 추가할 방침을 표명했다. 일본 방송법 제33조에는 '국제 방송 등의 실시에 관한 명령'이 있는데, 여기에는 '총무대신은 일본방송협회(NHK)에 대하여 방송 구역, 방송 사항, 기타 필요한 사항을 지정해 국제 방송을 실시할 것을 명령할 수 있다'라고 규정돼 있기 때문이었다. 11월 10일에는 '북한의 일본인 납치 문제'를 특히 유의해 방송할 것을 지시하는 명령을 NHK에 내리는 등 적극적으로 방송에 개입하는 모습을 보였다. 그러면서도 스가는 "언론의 자유는 지켜져야 한다. 프로그램의 내용이나 방송 횟수 등을 구체적으로 지시한 것은 아니다"라고 말하며 언론 검열이 아님을 밝혔다.
이후 2007년 제21회 참의원 의원 통상선거에서 자민당이 참패한 이후, 쇄신을 위해 열린 개각에서 당시 아베 신조 총리는 스가를 내각관방장관(차선책으로는 내각관방 부(副)장관)으로 임명할 계획을 세웠으나 때마침 스가의 사무실 임대료 문제가 발각되면서 결국 무산되었고, 스가는 내각을 떠나 당직인 자민당 선거대책총국장으로 취임했다. 선거대책총국장으로서 선거 때 자민당 후보를 공천하고 전체적인 선거 전략을 짜는 임무를 맡게 된 스가는 "내가 하는 일은 목을 치는 것"이라고 말해 선거 후보자의 대대적인 '물갈이'가 있을 것임을 시사했다.
같은 해 9월, 아베 신조 총리가 결국 참의원 선거 참패 및 건강 악화를 이유로 퇴진함에 따라 치러진 자민당 총재 선거에서는 자신의 파벌인 광지회(고치카이)가 후쿠다 야스오를 지지하기로 정한 방침에 반발해 아소 다로를 지지했고, 아소 다로의 추천인 명단에 이름을 올리기도 했지만 결국 후쿠다 야스오가 당선되었다. 후쿠다 정권 하에서 자민당 '선거대책총국'이 '선거대책위원회'로 개편되며 위원장에 고가 마코토가 임명되었고, 스가는 선거대책위원회 부위원장으로 자리를 옮겨 계속해서 자민당의 선거 업무를 담당하게 되었다.
2008년 9월, 1년 만에 후쿠다 야스오가 사임하고 후임으로 아소 다로가 선출되었다. 스가는 아소의 측근으로서 낮은 지지율에 허덕이던 아소 내각을 뒷받침하며 나카가와 히데나오, 시오자키 야스히사를 중심으로 한 자민당 내 반(反)아소파가 '아소 퇴진 운동'을 벌이자 강온 전략으로 대응하며 앞장서서 방어했다. 또 적극적으로 정책에 대한 조언을 하며 시장에 돈을 풀고 무이자 국채를 발행할 것을 주장했고, 세습 정치인 규제를 도입할 것을 주장하기도 했다.
이후 2009년 7월 열린 도쿄도의회 선거에서 또다시 자민당이 패배하자 이에 책임을 지고 고가 마코토 위원장을 필두로 선거대책위원회 임원 전원이 사퇴하기로 하면서 스가도 부위원장직에서 물러났다. 도쿄도의회 선거 직후 아소 다로 총리가 중의원 해산을 결정하면서 자민당은 임시 선거대책위원장 체제로 선거전에 들어가게 되었다.
아소 총리의 해산 결정에 따라 치러진 제45회 중의원 의원 총선거에서는 자신의 지역구인 가나가와현 제2구에서 민주당의 신인 후보와 접전이 펼쳐질 것으로 예상되었고, 실제 선거 결과 스가는 근소한 차이로 민주당 후보를 누르고 5선에 성공했다(상대 민주당 후보는 석패율제에 의해 비례대표로 부활). 총선거 패배로 야당이 된 자민당에서 치러진 총재 선거에서는 1996년 자신과 함께 중의원에 처음 입성한 신도 요시타카, 마쓰모토 준과 함께 고노 다로의 추천인 명단에 올랐고, 동시에 스가는 자신의 파벌인 광지회(고치카이)에서 탈퇴했다.
2010년에는 자민당 국회대책위원회 부위원장 및 홍보본부장 대리에 임명되었다. 2011년에는 자민당 조직운동본부장에 임명되었다.
2012년 4월, 민주당의 노다 요시히코 정권이 추진한 우정민영화법 개정안 표결에서 자민당의 찬성 당론에도 불구하고 반대표를 던졌다.
이후 2012년 자유민주당 총재 선거를 앞두고 아마리 아키라를 앞세워 아베 신조의 총재 선거 출마를 독려하고, 여기에 아소 다로까지 끌어들여 아베의 자민당 총재 당선을 이끌어냈다. 이후 아베가 자민당 총재에 취임하면서 단행된 당직 개편에 따라 스가는 자민당 간사장 대행으로 기용되었다. 같은 해 12월 열린 제46회 중의원 의원 총선거에서는 6선에 성공했다.

### 내각관방장관 시절

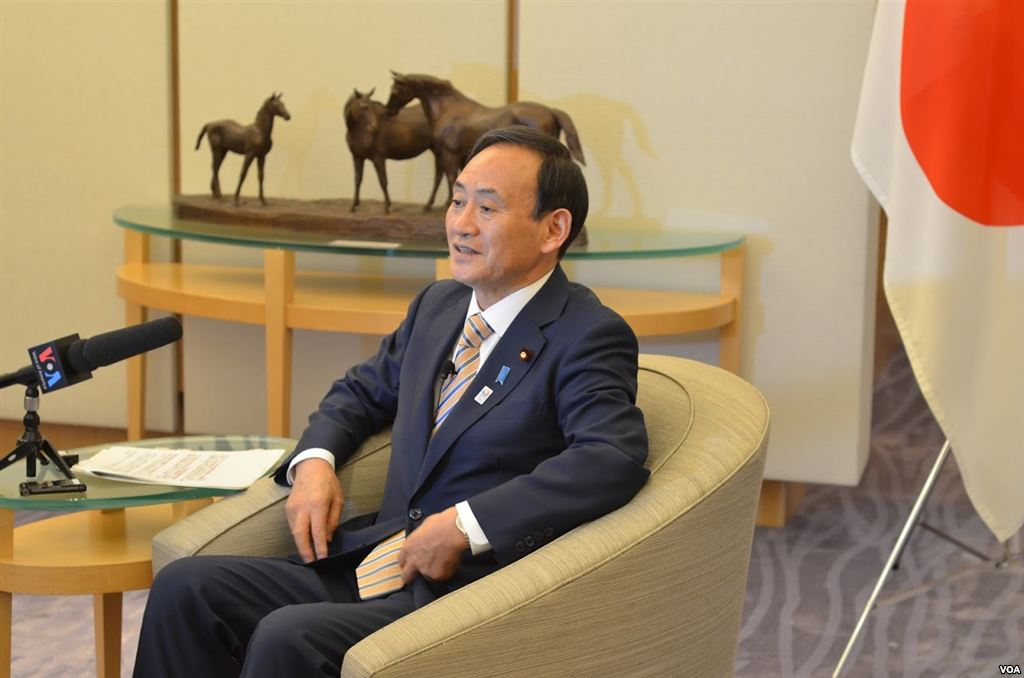
2013년 2월 4일 촬영

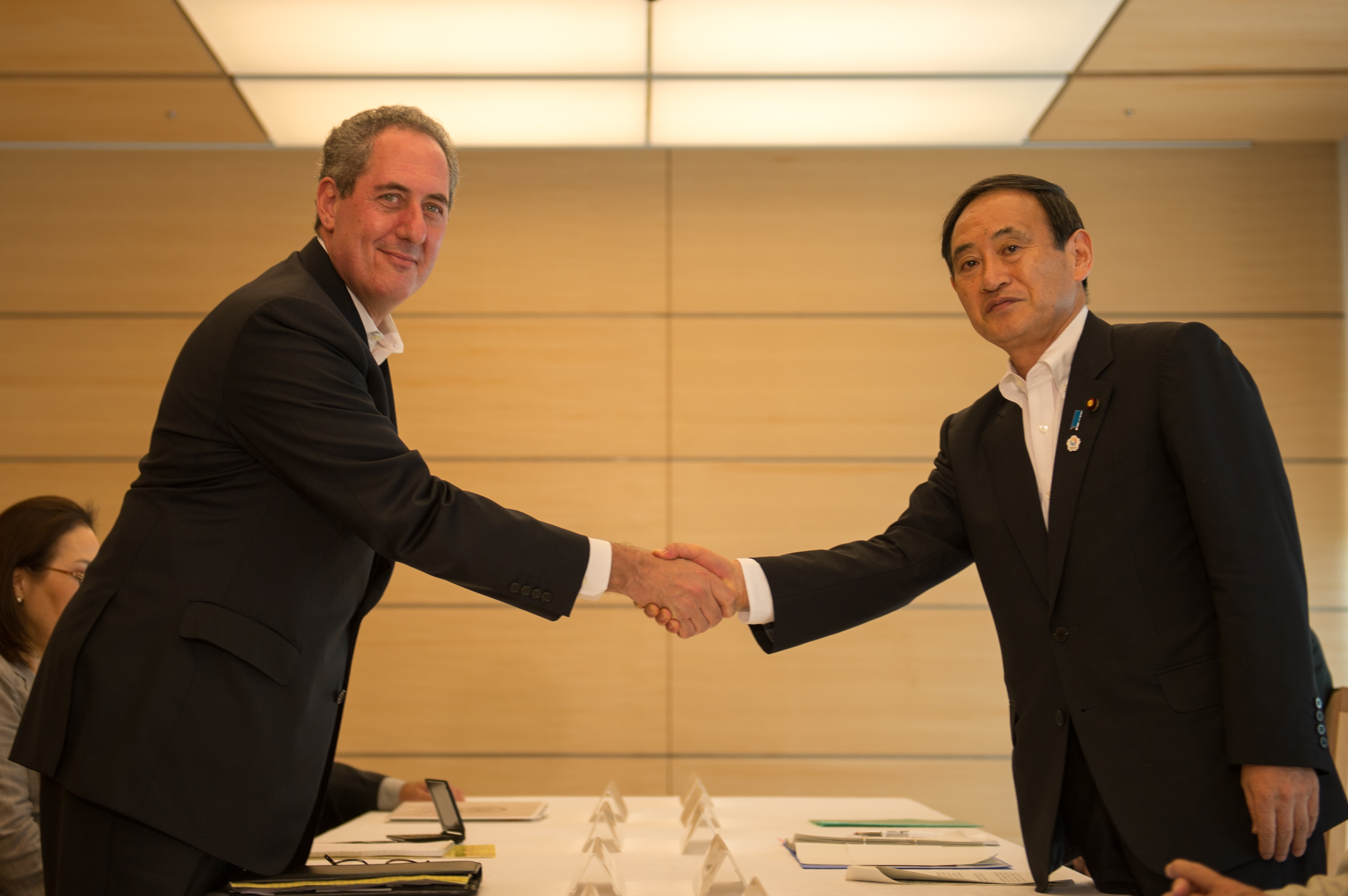
미국 무역대표 마이클 프로먼과 악수를 나누는 모습 (2013년 8월 19일)

2012년 12월, 제2차 아베 신조 내각이 출범함에 따라 내각관방장관에 임명되었다.
2013년에는 우정민영화에 대한 입장이 아베 내각과 맞지 않는다는 이유로 민주당 정권 하에서 임명된 일본우정의 사카 아쓰오 사장을 취임 6개월 만에 퇴진시키고, 나아가 일본우정 고문직에서도 해임했다. 같은 해 발생한 알제리 인질 사건에서는 방위성의 반대를 무릅쓰고 일본 정부 전용 수송기를 알제리 현지에 파견하는 결정을 내리기도 했다.
2014년 5월에는 신설된 내각인사국의 초대 국장으로 내정됐던 스기타 가즈히로 대신 가토 가쓰노부를 임명하는 과정을 스가가 주도했다는 주장이 나오기도 했다. 내각참사관 출신인 다카하시 요이치는 "스가 관방장관은 내각관방 산하에 내각인사국이 설치된 이후 효과적으로 정부 관료를 통제할 수 있게 됐다. 중앙성청(정부 부처)의 인사권을 한 손에 쥔 스가 관방장관에게 관료들은 순종하게 되었고, 그 결과 관료들은 스가 장관이 강경한 모습을 보일 때마다 두려워하게 됐다. 과거처럼 정부 관료들이 총리와 내각에 조직적으로 반기를 드는 모습은 이제는 볼 수 없게 됐다. 이렇게 되면서 내각관방에는 양질의 정보가 모이게 된다. 스가 관방장관은 이전부터 정보 수집 능력으로 정평이 나있었지만, 지금은 역대 내각관방장관 중에서도 손꼽히는 정보 수집 능력을 갖게 됐다"고 말했다.
같은 해 7월에는 자신이 출연한 NHK 프로그램 「클로즈업 현대」의 방송 내용에 대해 스가가 직접 총리대신 관저를 통해 NHK에 압력을 넣었다는 보도가 나왔지만, 스가는 이를 이를 부인했다.
2016년 7월 7일, 내각관방장관 재임 기간이 1,290일로 역대 내각관방장관 중 최장 일수를 기록했다.

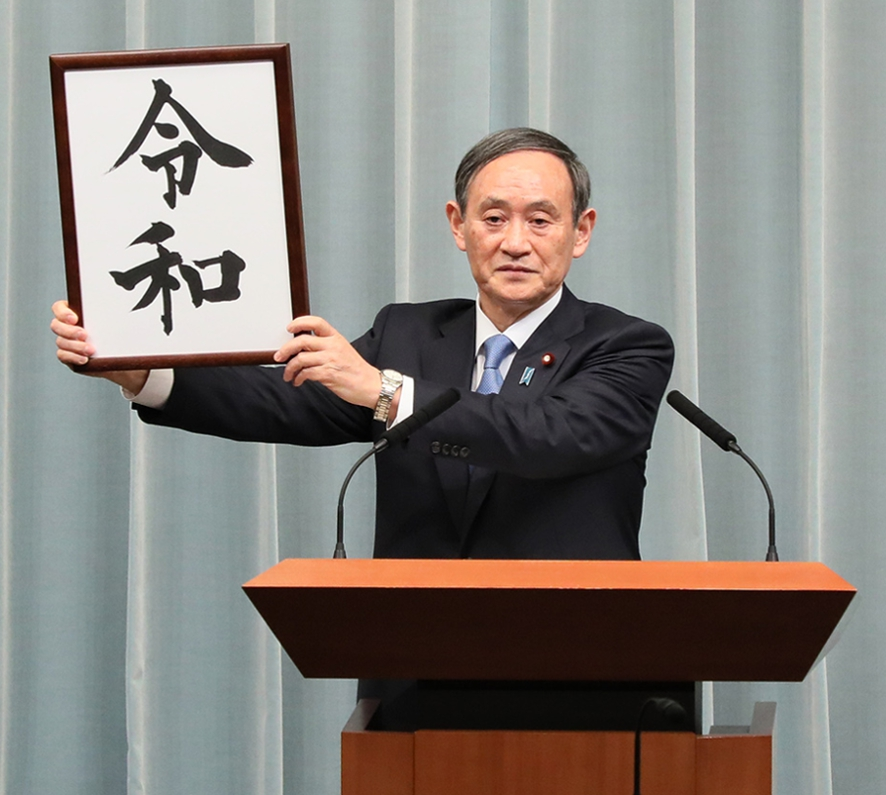
2019년 4월 1일, 총리대신 관저에서 새 연호 '레이와(令和)'를 발표하는 모습

2019년 4월 1일 오전 11시 30분, 스가는 총리대신 관저에서 기자회견을 열고 같은 해 5월 1일 나루히토 천황이 즉위한 이후부터 사용될 새 연호 '레이와(令和)'를 발표하며 연호를 붓글씨로 쓴 액자를 들어보였다.
방금 전 각료회의에서 연호를 개정하는 정령 및 연호의 호칭에 관한 내각 고시가 결정되었습니다.
새 연호는 '레이와(令和)'입니다.— 내각관방장관 스가 요시히데

2019년 5월 9일~11일 사이에는 내각관방장관 취임 후 처음으로 미국을 공식 방문했다. 방문 첫날에는 마이크 폼페이오 국무장관, 패트릭 섀너핸 국방장관 직무대행과 만났고, 다음 날에는 마이크 펜스 부통령과 만났다. 도널드 트럼프 대통령과는 만나지 않았지만, 미국 트럼프 정권을 지탱하고 있는 실무진 3명과 회담한 것은 이례적 환대라는 보도가 나왔다. 이후 워싱턴을 떠나 뉴욕으로 이동한 뒤에는 S&P 글로벌, 뱅크 오브 아메리카를 방문해 미국의 경제계 수장들과 교류를 가졌으며, 유엔 본부에서 열린 심포지엄에서 기조연설을 하기도 했다.
같은 해 6월에는 스가와 가까운 자민당 무파벌 의원 13명을 중심으로 '레이와의 모임'이라는 정책연구회가 만들어졌다. 6월 20일에는 스가가 직접 이들의 회의에 참석하기도 했다. 이를 두고 언론 등에서는 '자민당의 파벌 중심주의를 비판하던 스가가 사실상 자신의 파벌을 결성했다'는 해석이 나오기도 했지만 본인은 부정했다.
2020년 8월 29일, 지병인 궤양성 대장염을 이유로 자민당 총재직과 총리직에서 사임할 뜻을 표명한 아베 신조의 후임이 될 새 자민당 총재를 선출하는 총재 선거에 출마하겠다는 의사를 당 간사장인 니카이 도시히로에게 전달했다. 이후 9월 2일 저녁에 정식 기자회견을 통해 총재 선거 출마를 선언했다.

### 내각총리대신 시절

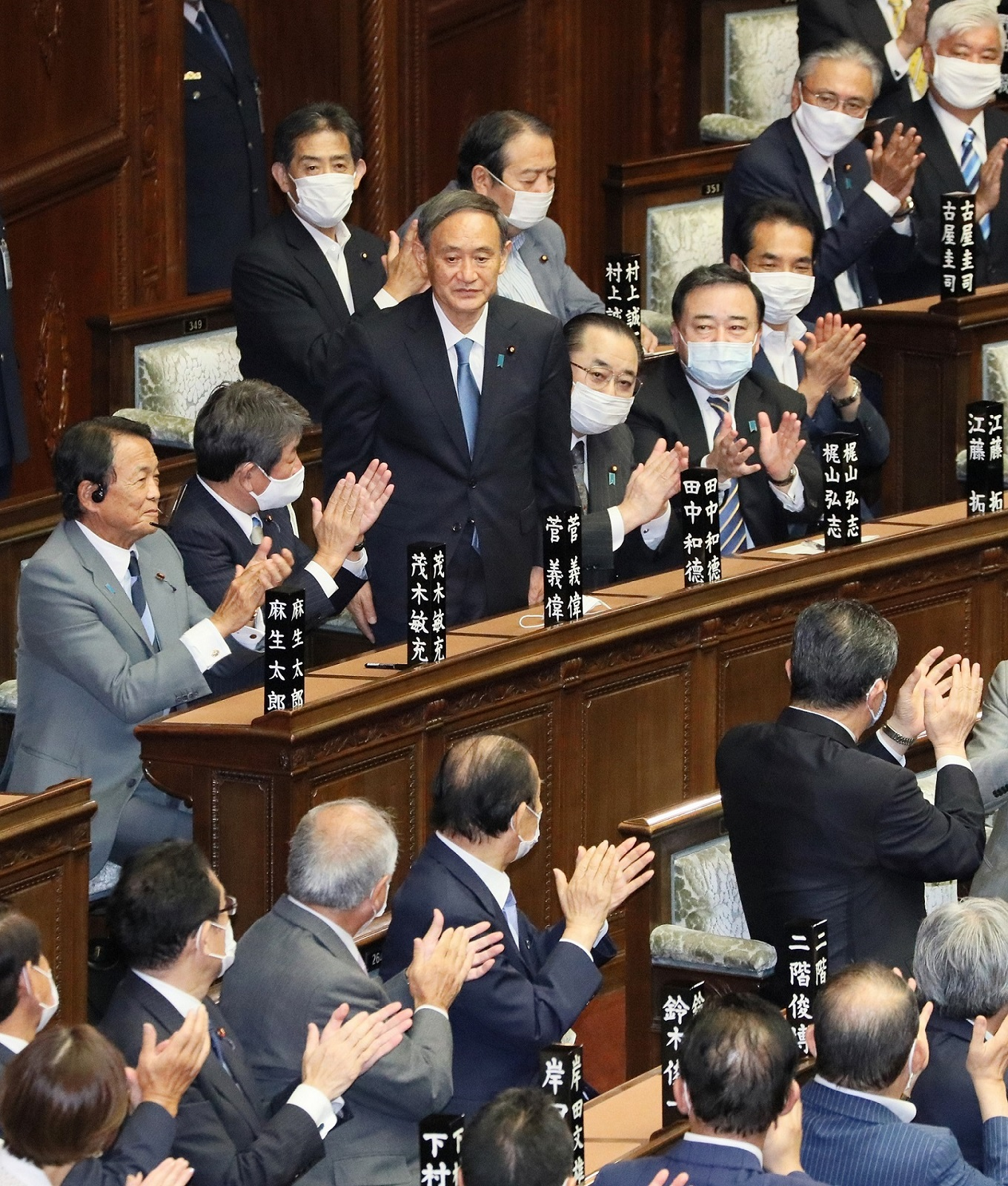
2020년 9월 16일, 중의원 본회의에서 새 내각총리대신에 지명되어 의원들의 박수를 받는 모습

2020년 9월 14일, 자민당 총재 선거가 실시되었고 스가는 약 70%의 득표로 새 총재에 당선되었다. 부모로부터 국회의원직을 세습받아 정치를 시작한 2세, 3세 정치인들이 대다수인 일본 정계에서 세습이 아닌 자력으로 정치인이 되어 자민당 총재 자리에 오른 사람으로는 가이후 도시키(1989~1991) 이후 처음이다. 이후 9월 16일 소집된 임시국회에서 총리 지명 선거를 통해 새 총리에 지명되었고, 이날 오후 6시 17분 도쿄 황거(황궁)에서 나루히토 천황의 임명장을 받고 제99대 내각총리대신에 취임하였다.
9월 20일에는 코로나19 범유행으로 인해 화상회의로 개최된 유엔 총회에서 연설을 하고, 각국 정상들과 전화 통화를 하며 외교 행보를 시작했다. 10월 중순에는 총리 취임 후 첫 외국 방문 일정으로 동남아시아 순방에 나섰다. 10월 18일에는 베트남을 방문해 응우옌쑤언푹 총리와 회담했고, 10월 20일에는 인도네시아 자카르타를 방문해 조코 위도도 대통령과 회담했다. 조코 위도도 대통령과의 회담에서는 코로나19 범유행으로 인한 경제적 손실 구제를 위해 일본 정부가 인도네시아 정부에 500억 엔 규모의 차관을 제공할 방침을 표명했다.
10월 1일에는 2020년 나고르노카라바흐 전쟁에 대해 공식적으로 양국의 무력 행위를 중단할 것을 요구했으며, 전쟁 선동이 아닌 대화에 나서라고 촉구했지만, 터키, 아제르바이잔은 일본의 제안을 거부했다. 12월 관방장관 시절 추진되어 왔던 Go To Travel 정책을 계속 이어가기로 결정하자 산케이 신문마저 스가 총리를 비판하는 기사를 냈다. 12월 21일에는 데이터청을 설립하고 42년 만에 국가 공무원 총원을 늘리기로 발표했다. 12월 31일에는 태평양 전쟁 당시 바다에 수장되어 있던 유골을 전부 수습하기로 결정했으며 1994년 발표한 일본 정부의 입장을 뒤집었다.
2021년 4월 13일 스가 총리는 각료회의에서 후쿠시마 원전 오염수 방류를 2023년에 시행하겠다고 밝혔다. 이 때문에 일본 어민들과 시민단체들은 물론 주변국들의 비판이 예상된다.

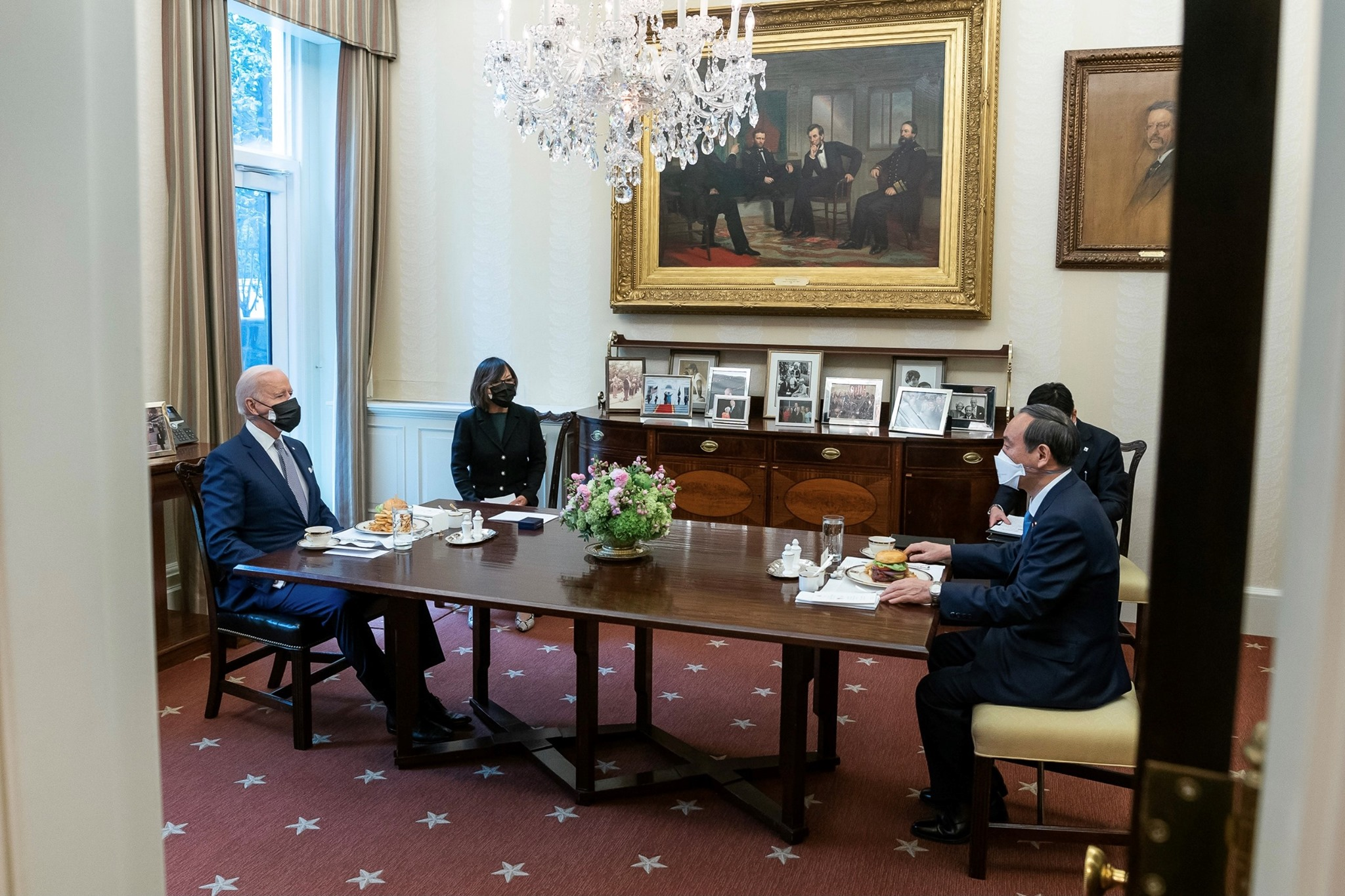
2021년 4월 16일, 백악관에서 점심을 함께하는 바이든 대통령과 스가 총리

4월 16일에는 미국을 방문하여 백악관에서 조 바이든 대통령과 정상회담을 가졌다. 이 자리에서 양 정상은 동중국해와 남중국해의 정세에 대해 "중화인민공화국이 힘을 앞세워 현상을 변경하려는 시도나 다른 집단에 대한 위협을 취하는 것에 반대한다"는 공동 입장을 밝혔다. 또 중국이 연일 군사 압박 수위를 높이고 있는 대만에 대해서도 공동 성명을 통해 대만 해협의 평화와 양안 관계 안정의 중요성을 강조했다. 미일 정상회담에서 대만이 언급된 것은 지난 1969년 리처드 닉슨 미국 대통령과 사토 에이사쿠 일본 총리의 공동 성명 이후 처음이며, 중일 국교 정상화 이후로는 처음이다. 중국 정부는 미일 정상의 공동 성명에서 '하나의 중국' 원칙을 깨고 대만을 언급한 것과, 홍콩·위구르 인권 문제에 대해 '심각한 우려'를 표명한 것에 대해 강력 반발하며 미일 양국에 대한 압력을 강화하는 모습을 보였다.
4월 25일 치러진 중의원·참의원 재보궐선거에서는 3곳(홋카이도 제2구, 나가노현, 히로시마현) 모두 자민당 후보가 야권 후보에게 패배했다.
5월 22일 발표된 마이니치 신문 여론조사에서는 스가 내각 지지율이 취임 이후 최저치인 31%까지 떨어졌다. '지지하지 않는다'는 59%로 나타났다. 스가의 자민당 총재 임기는 2021년 9월말까지이지만, 같은 조사에서 "스가 총리가 언제까지 총리직을 맡아야 하는가"라는 질문에 대해 응답자의 13%만이 "가능한 한 오래 계속했으면 좋겠다"라고 답했고, "당 총재 임기가 끝날 때(9월말)까지"가 47%, "즉각 사임"도 40%로 나타났다.
7월 4일 치러진 도쿄도의회 선거에서는 자민당이 도쿄도의회 전체 127석 중 33석을 획득하는 데 그치며 선거 파트너인 공명당과 의석을 합쳐도 과반수에 이르지 못하는 부진한 성적표를 받아들었다. 이로써 지난 4월 재보궐선거에 이어 이번 도쿄도의회 선거에서도 자민당이 패배하며 스가 정권 출범 이후 2연패를 기록하게 됐다. 스가 총리는 "겸허하게 받아들인다"며 고개를 숙였지만, 당초 50석까지도 갈 수 있을 거라던 자민당 간부들의 예상에 크게 못 미치는 결과라 자민당 내부에서는 곧 있을 중의원 총선거를 앞두고 위기감이 고조되는 분위기이다.
2021년 9월 3일, 차기 총재 선출을 위해 9월 29일 치러질 예정인 2021년 일본 자유민주당 총재 선거에 입후보하지 않는다며, 불출마 선언을 하였다.

## 정책
- 헌법 개정에 찬성.[21]
- 집단적 자위권의 행사를 금지한 정부의 헌법 해석을 재검토하는 것에 찬성.[21]
- 일본의 핵무장에 대해 검토해서는 안 된다고 보고 있다.[21]
- 원자력규제위원회의 새 기준을 만족한 원자력 발전은 재개해야 한다고 본다.[21]
- 여성 미야케 창설에 반대.[21]
- 2002년에 선택적 부부별성제도의 도입을 요구하는 청원을 제기했다.[22] 한편 2014년의 설문조사에서는 선택적 부부별성제도 도입에 반대한다고 밝혔다.[23]

## 비판

### 일본학술회의 임명거부
2020년 10월 5일 스가 요시히데는 일본학술회의에 임명할 105명중 아베 신조의 우경화 정책에 반대하던 6명을 제외한 나머지 99명을 채용시키면서 "학문의 자유를 침해한다"는 비판을 받았다. 그러나 내각은 "아베 내각 시책을 반대했다는 이유로 임명 대상에서 배제한 것은 아니다"라고 주장했다.

## 역대 선거 결과
|  | 0% |

|  | 0% |

|  | 32.25% |

|  | 42.30% |

|  | 49.80% |

|  | 58.41% |

|  | 46.52% |

|  | 57.93% |

|  | 67.71% |

|  | 57.11% |

|  | 61.15% |

## 참고 문헌
- 양지혜 (2015년 3월 31일). "'아베의 괴벨스' 스가 요시히데는 누구?". 《프리미엄 조선》.